# Sant Benet (Santo Domingo el Antiguo)
Sant Benet és una obra d'El Greco, realitzada entre 1577 i 1579. Es conserva i exhibeix en una de les sales del Museu del Prado a Madrid. Aquest quadre formava part del retaule major de Monestir de Santo Domingo el Antiguo, a Toledo, i era la parella del Sant Bernat. Aquestes dues obres van ser venudes i substituïdes per còpies. El Sant Benet consta amb el número 3 en el catàleg raonat d´obres d'El Greco realitzat pel seu especialista Harold Wethey.

## Anàlisi
La representació de Sant Benet de Núrsia al Retaule major té molta lògica, perquè les monges del Monestir de Santo Domingo eren Bernardines, membres de l'ordre originàriament fundada per Sant Benet, tot i que després va ser reformada per Bernat de Claravall
Sant Benet porta un hàbit negre i sosté amb la mà esquerra un bàcul ricament decorat or i plata. Els núvols i el cel articulen un nimbe, única referència espacial d'El Greco. No s'aprecia l'anatomia del personatge, coberta per pesades robes. Destaca el sòlid modelat i les pinzellades, que permeten construir un fons esbossat. Josep Gudiol comenta que la millor part d'aquesta pintura són les mans del personatge, de gran delicadesa, i que en el tractament de la seva figura es creen contrastos que influeixen poderosament en la força de la imatge.

## Situació dins el conjunt
- L'original estava situat al segon pis del carrer dret.